# Epossidi
|  |  |

Un epossido, detto anche ossirano, è un etere ciclico in cui l'ossigeno è uno degli atomi di un anello a tre termini. La molecola di un epossido è del tipo R1R2C(O)CR3R4 con gli R radicali alchilici o arilici. Pur essendo degli eteri, essi presentano una reattività del tutto eccezionale e degli schemi di sintesi alquanto differenti. In generale, gli epossidi a basso peso molecolare sono gas o liquidi volatili molto infiammabili, incolori e poco polari, solubili anche in acqua (con la quale però lentamente reagiscono), oltre che nei comuni solventi organici eterei, idrocarburici o alogenati.
Tale reattività degli epossidi che va ben oltre quella degli eteri alifatici o ciclici ad almeno 5 termini è causata dalla tensione d'anello, nelle sue componenti angolare e torsionale; la prima è dovuta alla notevole riduzione degli angoli di legame a circa 60°, valore molto distante dall'angolo tetraedrico (109,5°) ideale per l'ibridazione sp3 (tensione angolare); la seconda (tensione torsionale, dovuta all'eclissamento degli idrogeni dell'anello) è un poco inferiore a quella nel ciclopropano, perché rispetto ad esso qui mancano due idrogeni e quindi i loro eclissamenti, ma resta comunque notevole. Tutto questo porta ad una facile apertura dell'anello e questa può avvenire in molti modi che comprendono sia attacchi nucleofili, che elettrofili.

## Nomenclatura
Il più comune fra questi composti è detto comunemente ossido di etilene (IUPAC: 1,2-epossietano. IUPAC preferita : ossirano).
Abbiamo almeno tre metodi per nominarli: 
- La nomenclatura IUPAC (n,n+1-epossi ... -ano) (al posto di n+1 ci può essere anche n+2, n+3, ... etc.)

in questo sistema l'atomo di ossigeno è considerato un sostituente (in 2 posizioni) col nome epossi-, preceduto dalle posizioni degli atomi di carbonio sopra cui si trova nel ramo principale (C-1,C-2,...C-n,C-(n+1),...C-t) e seguito dal nome dell'alcano base o dai suoi isomeri.
- La nomenclatura IUPAC preferita (2 ... -il 3 ... -il ossirano; 2,2 ... -il ossirano)

questo metodo tiene conto del nome ossirano preceduto dai numeri posizione atomi del gruppo (O-1,C-2,C-3) e dei radicali alchilici presenti.
- La nomenclatura comune (ossido di  ... -ene)

viene derivata dell'ossido di etilene, che è l'epossido base, e tiene conto dell'alchene di partenza seguito da ossido o preceduto da ossido di.
Ecco i primi eteri ciclici derivati dagli alcani che comprendono gli epossidi più semplici:
| Formula         | Nome IUPAC                | Preferito IUPAC     | Nome comune               | Stato IUPAC | Struttura 2D |
| --------------- | ------------------------- | ------------------- | ------------------------- | ----------- | ------------ |
| CH2(O)CH2       | 1,2-epossietano           | ossirano            | ossido di etilene         |             |              |
| CH3CH(O)CH2     | 1,2-epossipropano         | metilossirano       | ossido di propilene       |             |              |
| CH2CH2(O)CH2    | 1,3-epossipropano         | ossetano            | ossido di trimetilene     |             |              |
| CH2(O)CHCH2CH3  | 1,2-epossibutano          | etilossirano        | ossido di etil-etilene    |             |              |
| CH3CH(O)CHCH3   | 2,3-epossibutano          | 2,3-dimetilossirano | ossido di 2,3-butilene    |             |              |
| (CH3)2C(O)CH2   | 1,2-epossi 2-metilpropano | 2,2-dimetilossirano | ossido di isobutilene     |             |              |
| CH3CHCH2(O)CH2  | 1,3-epossisobutano        | 3-metilossetano     | ossido di 1,3-isobutilene |             |              |
| CH3CH(O)CH2CH2  | 1,3-epossibutano          | 2-metilossetano     | ossido di 1,3-butilene    |             |              |
| CH2CH2(O)CH2CH2 | 1,4-epossibutano          | ossolano            | ossido di 1,4-butilene    |             |              |

Le righe colorate in azzurro indicano l'alcano, mentre quelle in bianco gli isomeri di struttura derivati.
Se l'epossido fa parte di un altro sistema ciclico si utilizza sempre il prefisso epossi-. Facciamo qualche esempio:

Diepossi-butano
1,2-epossi-1-metilciclobutano
5,6-Epossi-cicloesa-1,3-diene
(3R)-4,6-difenil-5,6-epossi-es-1-en-3-olo

## Sintesi
Gli epossidi dominanti nell'industria sono l'ossido di etilene e l'ossido di propilene, le produzioni sono rispettivamente circa 15 e 3 milioni tonnellate/anno.
- Ossidazione catalitica di alcheni:

```
CH
2
=CH
2
 + ½ O
2
 

  

    

      

        

          

            
→

            

              
A

              
g

              
 

              
250

              

                

                

                  
∘

                

              

              

                
C

              

            

          

        

      

    

    
{\displaystyle {\xrightarrow {Ag\ 250\,^{\circ }\mathrm {C} }}}

  

 CH
2
-O-CH
2
```

- Epossidazione di alcheni:

Si utilizzano acidi perossicarbossilici, di formula -COOOH anziché -COOH. È il metodo di maggior impiego nelle sintesi fatte in laboratorio. Il reagente più comunemente impiegato è l'acido meta-cloroperossibenzoico.
```
R-CH=CH
2
 

  

    

      

        

          

            
→

            

              
R

              
−

              
C

              
O

              
O

              
O

              
H

            

          

        

      

    

    
{\displaystyle {\xrightarrow {R-COOOH}}}

  

 R-CH—CH
2

                    \ /
                     O
```

L'epossidazione di Sharpless permette di formare un epossido con alta enantioselettività partendo da un alcool allilico.
- Sostituzione nucleofila interna delle aloidrine:

```
     X
     |
R-CH-CH
2
 + NaOH → R-CH—CH
2
 + NaX + H
2
O
  |                  \ /
  OH                  O
```

In questa reazione X può essere un atomo di cloro o un atomo di bromo; in alternativa ad NaOH è anche possibile utilizzare K2CO3
- Sintesi dell'ossido di etilene:

```
2CH
2
=CH
2
 + O
2
 

  

    

      

        

          

            
→

            

              
A

              
g

            

          

        

      

    

    
{\displaystyle {\xrightarrow {Ag}}}

  

 2 CH
2
-CH
2

                     \ /
                      O
```

Questa sintesi non funziona con altri alcheni, però è l'unica ad essere stata portata su scala industriale.
- Sintesi di Corey-Chaykovsky:

Reazioni di ilidi dello zolfo con composti carbonilici.

## Reazioni
- Addizione di acqua, formazione di glicoli

```
              H
+

CH
2
-CHR + H
2
O --> HO-CHR-CH
2
-OH
 \ /
  O
```

(un glicole etilenico)
- Addizione di ammoniaca (o ammine primarie e secondarie) a dare etanolammine

```
H
2
C-CH
2
 + NH
3
 --> HO-CH
2
-CH
2
-NH
2

  \ /
   O
```

- Apertura dell'anello per reazione con nucleofili:

```
R-CH-CH
2
 + CH
3
O
-
Na
+
 --> R-CH-CH
2
-OCH
3

   \ /                    |
    O                     O
-
Na
+
```

È una reazione di sostituzione nucleofila SN2 con apertura d'anello che è praticamente impossibile con eteri non in tensione.
- Apertura dell'anello mediante catalisi acida:

```
              H
+

CH
2
-CH
2
 + H
2
O --> HO-CH
2
-CH
2
-OH
 \ /
  O
```

Il prodotto dell'apertura dell'anello mediante catalisi acida per l'ossido di etilene è il glicole etilenico, prodotto interessante per utilizzi di vario genere.
- Riduzione:

```
   R                     R
   |                     |
R'-C-CH
2
 + LiAlH
4
 --> R'-C-CH
3

   \ /                   |
    O                    OH
```

La riduzione di un epossido con tetraidroalluminato di litio o idruro di alluminio  produce l'alcool corrispondente. L'attacco nucleofilo dell'idruro (H−) avviene sul C meno ingombrato dell'epossido.
- Reazione con i reattivi di Grignard:

```
                                     H
3
O
+

CH
2
-CH
2
 + R-Mg-X --> R-CH
2
-CH
2
-O
-
MgX
+
 ---> R-CH
2
-CH
2
-OH 
 \ /
  O
```

### Altre reazioni
- La scissione riduttiva degli epossidi produce β-litioalcossidi.[4]
- La riduzione con un reagente ottenuto trattando l'esacloruro di tungsteno con n-butillitio produce l'alchene[5]
- Gli epossidi subiscono reazioni di espansione dell'anello, che coinvolgono l'inserimento di anidride carbonica per dare i carbonati ciclici.
- Quando trattati con tiourea gli epossidi si convertono a episolfuri, noti anche come tiirani.

## Applicazioni
Mostriamo alcuni epossidi utilizzati nell'industria chimica o presenti in natura:
|  |  |  |  |
|  |  |  |  |

L'ossido di etilene viene utilizzato per produrre detergenti e tensioattivi tramite etossilazione. La sua idrolisi forma il glicol etilenico. Viene anche utilizzato per la sterilizzazione di strumenti medici e materiali.
La reazione degli epossidi con ammine sta alla base per formare le resine epossidiche come colle e materiali strutturali. Una tipica ammina-indurente è la trietilenetetramina (TETA).

## Sicurezza
Gli epossidi sono agenti alchilanti, rendendone molti altamente tossici.